# Хайтем Махмуд
Хайтем Махмуд (араб. هيثم محمود فهمي; нар. 23 вересня 1991) — єгипетський борець греко-римського стилю, семиразовий чемпіон Африки, чемпіон Африканських ігор, чемпіон Середземноморських ігор, чемпіон світу серед військовослужбовців, срібний призер Всесвітніх ігор військовослужбовців, учасник двох Олімпійських ігор.

## Життєпис
Боротьбою почав займатися з 2000 року.
Виступає за спортивний клуб армії, Александрія. Тренери — Махмуд Фаталлах, Камаль Абдо (з 2000).

## Спортивні результати на міжнародних змаганнях

### Виступи на Олімпіадах
| Змагання                    | Збірна | Вагова категорія                 | Місце |
| --------------------------- | ------ | -------------------------------- | ----- |
| Літні Олімпійські ігри 2016 | Єгипет | греко-римська боротьба, до 59 кг | 12    |
| Літні Олімпійські ігри 2020 | Єгипет | греко-римська боротьба, до 60 кг | 9     |

### Виступи на Чемпіонатах світу
| Змагання                        | Збірна | Вагова категорія                 | Місце |
| ------------------------------- | ------ | -------------------------------- | ----- |
| Чемпіонат світу з боротьби 2013 | Єгипет | греко-римська боротьба, до 55 кг | 12    |
| Чемпіонат світу з боротьби 2014 | Єгипет | греко-римська боротьба, до 59 кг | 7     |
| Чемпіонат світу з боротьби 2015 | Єгипет | греко-римська боротьба, до 59 кг | 17    |
| Чемпіонат світу з боротьби 2018 | Єгипет | греко-римська боротьба, до 60 кг | 15    |
| Чемпіонат світу з боротьби 2019 | Єгипет | греко-римська боротьба, до 60 кг | 17    |
| Чемпіонат світу з боротьби 2022 | Єгипет | греко-римська боротьба, до 60 кг | 9     |
| Чемпіонат світу з боротьби 2023 | Єгипет | греко-римська боротьба, до 60 кг | 32    |

### Виступи на Чемпіонатах Африки
| Змагання                         | Збірна | Вагова категорія                 | Місце  |
| -------------------------------- | ------ | -------------------------------- | ------ |
| Чемпіонат Африки з боротьби 2010 | Єгипет | греко-римська боротьба, до 55 кг | Золото |
| Чемпіонат Африки з боротьби 2014 | Єгипет | греко-римська боротьба, до 59 кг | Золото |
| Чемпіонат Африки з боротьби 2014 | Єгипет | вільна боротьба, до 65 кг        | 5      |
| Чемпіонат Африки з боротьби 2015 | Єгипет | греко-римська боротьба, до 59 кг | Золото |
| Чемпіонат Африки з боротьби 2019 | Єгипет | греко-римська боротьба, до 63 кг | Золото |
| Чемпіонат Африки з боротьби 2020 | Єгипет | греко-римська боротьба, до 60 кг | Золото |
| Чемпіонат Африки з боротьби 2023 | Єгипет | греко-римська боротьба, до 60 кг | Золото |
| Чемпіонат Африки з боротьби 2024 | Єгипет | греко-римська боротьба, до 60 кг | Золото |

### Виступи на Африканських іграх
| Змагання              | Збірна | Вагова категорія                 | Місце  |
| --------------------- | ------ | -------------------------------- | ------ |
| Африканські ігри 2015 | Єгипет | греко-римська боротьба, до 66 кг | Бронза |
| Африканські ігри 2015 | Єгипет | вільна боротьба, до 65 кг        | Срібло |
| Африканські ігри 2019 | Єгипет | греко-римська боротьба, до 60 кг | Золото |

### Виступи на Середземноморських іграх
| Змагання                    | Збірна | Вагова категорія                 | Місце  |
| --------------------------- | ------ | -------------------------------- | ------ |
| Середземноморські ігри 2013 | Єгипет | греко-римська боротьба, до 55 кг | Золото |
| Середземноморські ігри 2018 | Єгипет | греко-римська боротьба, до 60 кг | Золото |
| Середземноморські ігри 2022 | Єгипет | греко-римська боротьба, до 60 кг | Бронза |

### Виступи на Чемпіонатах світу серед військовослужбовців
| Змагання                                                  | Збірна | Вагова категорія                 | Місце  |
| --------------------------------------------------------- | ------ | -------------------------------- | ------ |
| Чемпіонат світу з боротьби серед військовослужбовців 2014 | Єгипет | греко-римська боротьба, до 59 кг | Золото |

### Виступи на Всесвітніх іграх військовослужбовців
| Змагання                                | Збірна | Вагова категорія                 | Місце  |
| --------------------------------------- | ------ | -------------------------------- | ------ |
| Всесвітні ігри військовослужбовців 2015 | Єгипет | греко-римська боротьба, до 59 кг | Срібло |

### Виступи на інших змаганнях
| Змагання                                                       | Збірна | Вагова категорія                 | Місце  |
| -------------------------------------------------------------- | ------ | -------------------------------- | ------ |
| Золотий Гран-прі з боротьби 2013 (Баку)                        | Єгипет | греко-римська боротьба, до 60 кг | 13     |
| Золотий Гран-прі з боротьби 2014 (Сомбатгей)                   | Єгипет | греко-римська боротьба, до 59 кг | 5      |
| Турнір Ібрагіма Мустафи 2014                                   | Єгипет | греко-римська боротьба, до 59 кг | Золото |
| Кубок Тахті 2015                                               | Єгипет | греко-римська боротьба, до 59 кг | 9      |
| Гран-прі FILA 2015                                             | Єгипет | греко-римська боротьба, до 59 кг | 13     |
| Турнір Дана Колова — Николи Петрова 2015                       | Єгипет | греко-римська боротьба, до 66 кг | 7      |
| Турнір Дана Колова — Николи Петрова 2015                       | Єгипет | греко-римська боротьба, до 59 кг | 7      |
| Олімпійський кваліфікаційний турнір з боротьби 2016 (Алжир)    | Єгипет | греко-римська боротьба, до 59 кг | Золото |
| Кубок Владислава Пітласинські 2016                             | Єгипет | греко-римська боротьба, до 59 кг | Срібло |
| Гран-прі Іспанії з боротьби 2016                               | Єгипет | греко-римська боротьба, до 66 кг | 10     |
| Турнір Дана Колова — Николи Петрова 2019                       | Єгипет | греко-римська боротьба, до 60 кг | 7      |
| Меморіал Маттео Пелліконе 2020                                 | Єгипет | греко-римська боротьба, до 60 кг | 7      |
| Олімпійський кваліфікаційний турнір з боротьби 2020 (Хаммамет) | Єгипет | греко-римська боротьба, до 60 кг | Золото |
| Кубок Владислава Пітласинські 2021                             | Єгипет | греко-римська боротьба, до 60 кг | 6      |
| Кубок Владислава Пітласинські 2022                             | Єгипет | греко-римська боротьба, до 60 кг | 13     |
| Арабський чемпіонат з боротьби 2022                            | Єгипет | греко-римська боротьба, до 60 кг | Золото |
| Турнір Ібрагіма Мустафи 2022                                   | Єгипет | греко-римська боротьба, до 60 кг | Золото |
| Турнір Ібрагіма Мустафи 2023                                   | Єгипет | греко-римська боротьба, до 60 кг | Бронза |
| Меморіал Імре Поляка та Яноша Варги 2023                       | Єгипет | греко-римська боротьба, до 60 кг | 22     |
| Меморіал Іона Корнеану і Ладислава Сімона 2023                 | Єгипет | греко-римська боротьба, до 60 кг | Срібло |

### Виступи на змаганнях молодших вікових груп
| Змагання                                      | Збірна | Вагова категорія                 | Місце |
| --------------------------------------------- | ------ | -------------------------------- | ----- |
| Чемпіонат світу з боротьби серед юніорів 2010 | Єгипет | греко-римська боротьба, до 55 кг | 10    |